# Aldover (ort)
Aldover är en ort i Spanien.   Den ligger i provinsen Província de Tarragona och regionen Katalonien, i den östra delen av landet, 400 km öster om huvudstaden Madrid. Aldover ligger 23 meter över havet och antalet invånare är 832.
Terrängen runt Aldover är kuperad norrut, men söderut är den platt. Aldover ligger nere i en dal som går i nord-sydlig riktning.Runt Aldover är det ganska tätbefolkat, med 134 invånare per kvadratkilometer. Närmaste större samhälle är Tortosa, 7,7 km söder om Aldover. 